# هاري دبليو كروسبي
هاري دبليو كروسبي (بالإنجليزية: Harry W. Crosby)‏ هو مصور ومؤرخ أمريكي، ولد في 1926.